# Dasysternica bertha
Dasysternica bertha là một loài bướm đêm trong họ Geometridae.